# HD27411
HD27411 — хімічно пекулярна зоря спектрального класу A3, що має видиму зоряну величину в смузі V приблизно  6,1.
Вона  розташована на відстані близько 300,3 світлових років від Сонця.

## Фізичні характеристики
Зоря HD27411 обертається 
порівняно повільно 
навколо своєї осі. Проєкція її екваторіальної швидкості на промінь зору становить  Vsin(i)= 26км/сек.